# تغيير السلوك (في الصحة العامة)
تغيير السلوك، في سياق الصحة العامة، يشير إلي الجهود المبذولة من أجل تغيير العادات الشخصية واتجاهات الناس للوقاية من الأمراض. تغيير السلوك في سياق الصحة العامة يعرف أيضًا بأنه تغيير اجتماعي وسلوكي عبر التواصل. تركز الجهود أكثر وأكثر على الوقاية من الأمراض من أجل توفير تكاليف الرعاية الصحية. هذا مهم بشكل خاص في البلدان المنخفضة والمتوسطة الدخل، مثل غَانا، حيث تعرضت الجهود الصحية لمزيد من الفَحص الدقيق بسبب التكلفة.